# América de Cali
América de Cali je fotbalový klub z kolumbijského města Cali.

## Historie
Klub byl založen v roce 1927, roku 1948 se stal prvním profesionálním mužstvem v Kolumbii. V roce 1996 vyhlásila Mezinárodní federace fotbalových historiků a statistiků Américu druhým nejlepším světovým klubem roku.  Klub byl v letech 1996 až 2013 zapsán na tzv. Clintonův seznam organizací spojených s drogovým byznysem. Finanční potíže spojené se sankcemi vedly k tomu, že v roce 2011 poprvé ve své historii sestoupil z nejvyšší soutěže.

## Úspěchy
národní
- Mistr Kolumbie: 1979, 1982, 1983, 1984, 1985, 1986, 1990, 1992, 1997, 2000, 2001, Apertura 2002, Finalizacion 2008, Finalizacion 2019

mezinárodní
- 1 × vítěz Copa Merconorte 1999
- 4 × finalista Poháru osvoboditelů: 1985, 1986, 1987, 1996
- 1 × vítěz Copa Simón Bolívar: 1976 (I)[pozn. 1][4]